# Дайр-эз-Заур (район)
Дайр-эз-Заур, ранее Дейр-эз-Зор (араб. دير الزور‎) — район (минтака) в составе мухафазы Дайр-эз-Заур, Сирия. Административным центром является город Дейр-эз-Зор.

## География
Район находится на востоке Сирии. На севере граничит с мухафазой Эль-Хасака, на востоке с Ираком, на юге с районами Эль-Маядин и Абу-Камаль, на западе с мухафазой Хомс, а на северо-западе с мухафазой Эр-Ракка.

## Административное деление
Район разделён на 7 нахий.
| Нахия       | Административный центр | Население (2004 г.), чел. | Карта |
| ----------- | ---------------------- | ------------------------- | ----- |
| Дейр-эз-Зор | Дейр-эз-Зор            | 239 196                   |       |
| Эль-Касра   | Эль-Касра              | 63 226                    |       |
| Эль-Бусейра | Эль-Бусейра            | 40 236                    |       |
| Эль-Мухасан | Эль-Мухасан            | 35 113                    |       |
| Эт-Табни    | Эт-Табни               | 48 393                    |       |
| Хашам       | Хашам                  | 28 718                    |       |
| Эс-Сувар    | Эс-Сувар               | 37 552                    |       |